# Why Do You Lie to Me
Singles par Topic
Like I Love You
(2020) Lost
(2020)
Singles par A7S (en)
Breaking Me
(2020) Your Love (9PM)
(2021)
Singles par Lil Baby
Don't Need Time
(2020) For the Night (en)
(2020)
Clip vidéo
[vidéo] « Why Do You Lie to Me », sur YouTube
Why Do You Lie to Me est une chanson du disc-jockey allemand Topic et du chanteur suédois A7S avec la participation de Lil Baby. Elle est écrite par Alexander Tidebrink, Dominique Jones et Tobias Topic. Elle est sortie le 28 août 2020 en single sous le label Virgin Records. C'est la seconde collaboration de Topic et A7S après le succès Breaking Me.

## Contexte
Why Do You Lie to Me est un morceau de dance mélancolique qui commence par un instrumental calme et se développe lentement. Il se compose d'une mélodie de piano émouvante, de la voix harmonique d'A7S et des adlibs de Lil Baby. Topic a mentionné qu'il combinait la musique hip-hop et le dance, déclarant à la radio allemande 1LIVE : « Surtout en ces jours où les gens ont tellement accès à toute la musique, il y a beaucoup plus de crossovers en ce moment. Cela a toujours été amusant de faire des genres différents ».

## Clip vidéo
Le clip accompagnant la chanson, réalisé par Dagi Bee, est sorti le 2 novembre 2020. Dans le clip apparaît Topic, A7S et les utilisateurs TikTok Anna Klinski et Tim Schaecker. Le clip explore les thèmes de l'amour, de la perte, de la sensualité et « peint une image brumeuse d'une fête où la réalité et l'illusion se brouillent ».

## Liste de titres
| 1. | Why Do You Lie to Me | 2:51 |

## Crédits
Crédits adaptés depuis Tidal.
- Tobias Topic – paroles, composition, basse, synthétiseur, mixage, mastérisation, programmation, production
- Alexander Tidebrink – voix, paroles, composition, piano
- Dominique Jones – paroles, voix additionnelles
- Manuel Reuter – mastérisation

## Classements
| Classement (2020–21)                    | Meilleure position |
| --------------------------------------- | ------------------ |
| Allemagne (GfK Entertainment)           | 98                 |
| Belgique (Flandre Ultratip 100)         | Tip                |
| Belgique (Wallonie Ultratip 50)         | 16                 |
| Belgique (Wallonie Ultratop 50 Dance)   | 20                 |
| Bulgarie (Prophon)                      | 2                  |
| CEI (Tophit)                            | 20                 |
| Croatie (HRT)                           | 72                 |
| États-Unis (Hot Dance/Electronic Songs) | 17                 |
| États-Unis (Dance/Mix Show Airplay)     | 7                  |
| Pays-Bas (Nederlandse Tipparade)        | 21                 |
| Pologne (ZPAV)                          | 60                 |
| Russie (Tophit Radio Top 100)           | 14                 |
| Suisse (Schweizer Hitparade)            | 86                 |
| Ukraine (Tophit Radio Top 100)          | 46                 |

| Classement (2020)                       | Position |
| --------------------------------------- | -------- |
| États-Unis (Hot Dance/Electronic Songs) | 92       |

## Historique de sortie
| Pays   | Date         | Format                       | Label                | Réf.  |
| ------ | ------------ | ---------------------------- | -------------------- | ----- |
| Divers | 28 août 2020 | - Téléchargement - streaming | - Virgin (Universal) | [ 1 ] |